# Chylice (powiat piaseczyński)
Chylice (niem. Hylitz) – wieś sołecka w Polsce położona w województwie mazowieckim, w powiecie piaseczyńskim, w gminie Piaseczno.
Miejscowość jest siedzibą parafii pod wezwaniem św. Urszuli Ledóchowskiej, należącej do dekanatu konstancińskiego, archidiecezji warszawskiej. W Chylicach znajduje się Szkoła Podstawowa im. ks. Jana Twardowskiego. 20 maja 2017 szkoła w Chylicach obchodziła stulecie swojego istnienia.
Wieś królewska  położona była w 1580 roku w powiecie warszawskim ziemi warszawskiej województwa mazowieckiego.
W latach 1867–1954 wieś w gminie Nowo-Iwiczna w powiecie warszawskim. 20 października 1933 Chylice utworzyły gromadę w granicach gminy Nowo-Iwiczna, składającą się z wsi Chylice, folwarku Chylice, cegielni Chylice, osady młyńskiej Chylice i folwarku Pólko.
Podczas II wojny światowej w Generalnym Gubernatorstwie, w dystrykcie warszawskim. W 1943 Chylice liczyły 556 mieszkańców.
Od 1 lipca 1952 w powiecie piaseczyńskim. Tego samego dnia Chylice (a także  Chyliczki (większą część), Józefosław i Julianów) wyłączono ze znoszonej gminy Nowo-Iwiczna i włączono do gminy Jeziorna. 
W związku z reorganizacją administracji wiejskiej jesienią 1954 Chylice weszły w skład gromady Chylice, wraz z Chyliczkami, Józefosławiem, Julianowem, Kierszkiem i Skolimowem (Wsią), Skolimowem C i Wierzbnem.
W związku z kolejną reformą gminną 1 stycznia 1973 gromadę Chylice zniesiono, a Chylice weszły w skład gminy Piaseczno.
W latach 1954–1972 wieś należała i była siedzibą władz gromady Chylice. W latach 1975–1998 miejscowość należała administracyjnie do województwa warszawskiego.